# 西湖会议
中共中央执行委员会特别会议，简称西湖会议，或称二届二中全会、中央特别会议、西湖特别会议，西方研究者称杭州会议，是中国共产党于1922年8月29-30日在中华民国杭州市西湖秘密召开的特别会议，中共中央执行委员会委员陈独秀、蔡和森、张国焘、高君宇和李大钊、共产国际代表马林及翻译张太雷参加了这次会议。这次会议也是中共中央第一次特别会议，主要讨论第一次国共合作。

## 背景
共产国际派往中国的代表马林早年在印尼组织共产党活动，在1916年领导东印度社会民族同盟（印尼共产党前身）以不放弃党员身份的前提加入伊斯兰教联盟，从而促进了印尼的民族解放运动。列宁对于马林的经验表示赞许，1920年马林到莫斯科出席共产国际二大并当选执行委员会委员，参加了列宁领导的殖民地委员会，参与列宁《民族与殖民地问题提纲初稿》和罗易《补充提纲》讨论，理解列宁认为落后国家的共产党应该帮助当地的资产阶级民主解放运动，同资产阶级民主派结成临时同盟的理论。1921年共产国际派遣马林为共产国际驻中国代表，他一来到上海就联系陈独秀、李大钊，帮助建立中国共产党，并参加了7月23日举办的中共一大。根据马林在一大时的翻译刘仁静描述，马林认为当时共产党力量不足，因此他又去找孙中山：12月10日，他同翻译张太雷离开上海，经由汉口、长沙，于23日抵达当时孙中山的大本营桂林，然而孙中山当时断然拒绝了同苏联联合的提议，因为他认为如果英国听闻这件事后可能会来阻碍他的护法运动。离开桂林后，马林南下到达广东，当时香港正在兴起海员大罢工，马林对国民党领导劳工运动的情形印象深刻。他也对当时选择地下活动的中国共产党表示不满，认为中共应该通过加入国民党左翼来促进共产主义的传播。
1922年4月马林离开中国，前往莫斯科报告中国革命的形势，并将让共产党员加入国民党的计划汇报给共产国际。1922年7月，马林在共产国际发表了有关共产党员加入国民党的报告，或因题材敏感无法出版，或因执委会在没有马林书面报告时未充分讨论的原因，关于这份报告的反响并没有资料记录。马林称自己从共产国际获取拉狄克签署的指示，同时共产国际也下令要求中国共产党迁移到广东活动以配合马林，然而不巧陈炯明叛变导致孙中山被迫离开广东。1922年7月24日，马林携同越飞前往中国，越飞代表苏联政府在北京与吴佩孚公开接触，同时越飞通过马林的管道秘密与孙中山商议。就在马林抵达上海前不久，中共召开二大通过了《关于“民主的联合战线”的议决案》，提出民主联合战线的计划，但强调自身的独立性。这样一种结果与马林希望的中共党员加入国民党大相径庭，因此他迫切需要同共产党商议修改二大的决议。8月中旬，马林回到上海，并与陈独秀、张太雷、邓中夏等讨论了国共合作问题，并发电报邀请李大钊来上海。8月26日，马林与孙中山商议国民党联俄联共的问题。马林和中共中央提议召开一次会议讨论这个问题。

## 经过
会议上，马林转达了共产国际的意见：共产国际认为国民党是一个革命组织，共产党人应该支持国民党，在国民党内开展工作，并论述了共产党人应该以个人身份加入中国国民党。他认为中国共产党和中国国民党合作有着他在印尼的成功经验，因此共产党可以在资产阶级政党中保持自己的独立性。他也在回忆中承认，国民党可能会怀疑共产党人加入，或者共产党人被国民党收买，但他觉得采取这样一种策略总会有风险。张国焘总结马林的发言：中国革命很长时间内都是民族和民主革命，绝对不会有社会主义革命，现在无产阶级还太弱小；国民党是一个革命政党，是各种阶级的联合而非资产阶级政党；孙中山只允许中共党员加入国民党，不同意共产党对等合作；中共必须学习西欧共产党加入社会民主党的经验，尊重共产国际意见；共产党党员加入国民党，既可以团结革命力量，也可以革命化国民党，尤其可以影响国民党领导下的工人，将他们从国民党手中夺回等。
陈独秀回忆称当时与会的李大钊、张国焘、蔡和森、高君宇及他自己都对马林的想法表达反对，最后马林提问中共是否服从共产国际，中共中央于是不得不接受马林的提议。马林在后来对这种表述表达不满，称自己并没有从共产国际获得过明确的指示，然而马林在1923年6月曾写道“从8月开始（共产）党就被迫在国民党的组织中协助国民革命”，且他在中共三大演讲说“自己有充分意愿通过党的纪律来贯彻自己的主张”。根据张国焘回忆陈独秀、蔡和森、高君宇和自己都表达反对，李大钊的意见相对调和。张国焘回忆称：马林是会议的主要发言人；他自己和蔡和森反对马林的主张，认为中共党员加入国民党不能和西欧共产党加入社会民主党相提并论，国民党是资产阶级政党，共产党混合进去会失去其独立性，因此要求共产国际重新考虑这件事；陈独秀也反对，并发言很多；李大钊态度相对调和，同情张国焘等人的看法，也认可陈独秀提出的条件，但基本上在附和马林；会议最终通过了陈独秀的条件，在取消加入国民党打手印等条件的前提下，中共少数领导干部可以先行加入国民党。另外也有材料说明：李大钊、张太雷等人基本同意采取“党内合作”形式同国民党组建联合战线，认为国民党组织松散，共产党员加入后不会受到太大约束。李大钊认为先由中共少数领导有条件加入国民党，成为两党之间合作的桥梁，这样既不违反二大的既定政策，也不会与共产国际的指示矛盾。陈独秀认为共产党加入国民党后会引起许多复杂的难题，反而有害革命团结，如果共产国际执意如此，那么他会服从共产国际，但必须向孙中山提出一定条件，要求孙中山根据民主原则改组国民党，取消入党打手印和向孙中山个人宣誓效忠的组织手续，否则他将坚决反对“党内合作”。
会议后，根据陈独秀的提议李大钊专门留在上海负责联络国民党，马林、陈独秀等去上海分别拜会孙中山，和孙中山洽谈“党内合作”事宜。李大钊同孙中山多次会谈，“讨论兴国民党以振兴中国之问题”，孙中山还提议介绍李大钊入党，李大钊由此成为了共产党人中第一位以个人加入国民党的党员。不久，陈独秀、蔡和森、张太雷、张国焘、俞秀松等首先以个人身份加入国民党，但大多数人还要到中共三大之后才决定加入国民党。

## 学术争议
1971年，美国麻省理工学院政治学教授伊罗生曾在《中国季刊》发表论文，引述参与会议的马林的回忆，马林回忆自己在1922年初与陈独秀、李大钊、张国焘、瞿秋白和某姓名不详的湖南人召开过一次杭州会议。道夫·宾（Dov Bing）则在同年《中国季刊》48期发表《斯内失利特和初期的中国共产党》中认为，中共中央曾经在杭州西湖先后举行过三次杭州会议：1922年3月29日马林离开北京来到上海，同国共双方进行会谈，于是与共产党商议在杭州举行第一次中央全会，参加全会的有陈独秀、李大钊、张国焘、瞿秋白和马林；8月初马林返回中国，接着在17日召集中共中央举行了第二次杭州会议。参加会议的有陈独秀、李大钊、蔡和森、张国焘、高君宇、张太雷和马林，马林会上最终所附共产党支持国共合作；1923年2月，又决定举行第三次杭州会议。然而荷兰阿姆斯特丹社会科学国家关系学院的蒙捷沃夫（Muntjewerf）夫人和台湾政治大学教授郑学稼对这一观点表示质疑，认为第一次杭州会议并不存在，另外也有人认为瞿秋白不可能参加这次会议，因为他在1923年1月之前都在莫斯科郊区疗养。姚维斗、丁则勤在北京大学党报发表的《马林在华活动纪要》又引述了道夫·宾的观点。